# Клавже
Клавже (словен. Klavže, итал. Clavice) је насеље у општини Толмин, Горишка регија, Словенија.

## Историја
До територијалне реорганизације у Словенији било је у саставу старе општине Толмин.

## Становништво
У попису становништва из 2011. године, Клавже је имало 80 становника.
| Број становника према пописима | Број становника према пописима | Број становника према пописима |
| ------------------------------ | ------------------------------ | ------------------------------ |
| 1991                           | 2002                           | 2011                           |
| 95                             | 76                             | 80                             |

## Галерија
- река Бача на току кроз село
- хидроелектрана „Подмелец” на Бачи